# 강정길
강정길(姜正吉, 1962년 7월 25일 ~ )은 전 KBO 리그 한화 이글스의 선수이다.
1985년 삼성 라이온즈의 1차 1순위 지명을 받았으나 지명권 양도로 이강돈과 함께 빙그레 이글스의 창단 멤버로 입단했다. 주 포지션은 1루수였고, 정교한 타격을 선보이는 중거리형 타자였다. 이정훈, 이강돈 선수와 함께 빙그레 이글스 타선의 중심 역할을 하였다. 2008년부터 2013년까지 모교인 경북고등학교 야구부 감독을 지냈으며 2016년부터 광저우 레오파드 수석코치를 맡았다가 귀국한 후 2017년 11월부터 설악고등학교 감독을 맡고 있다.

## 출신 학교
- 경북고등학교
- 영남대학교

## 참조
1. ↑  강정길, "삼성만 만나면 펄펄 날았다" 《Osen》, 2008년 12월 10일
2. ↑  장현구 (2017년 6월 5일). “'중국 가는 한국 야구인'…프로화 추진 중국 '블루오션'되나”. 연합뉴스. 2020년 6월 15일에 확인함.